# Macarena (telenovela)
Macarena é uma telenovela venezuelana exibida em 1992 pela Venevisión.

## Enredo
José Miguel é um jovem engenheiro atraente com uma posição muito elevada.  Parece que tudo em sua vida está a seu favor.  Ciente de suas estrelas da sorte, acima de tudo ele é assombrado por um sentimento ... de não ser a pessoa que deveria ser.  Ao descobrir que existe um segredo obscuro sobre a sua verdadeira identidade, procura apoio na família, mas quando não o consegue refugia-se na Macarena.  Seu melhor amigo desde a infância, o amor nasce neles;  mas os seus destinos já estão marcados e a luta pela preservação do seu amor vai ser difícil, dados todos os obstáculos que encontrarem… mas o destino guarda algo pior para eles: o segredo de José Miguel vai ser revelado.

## Elenco
- Kiara- Macarena
- Luis Jose Santander- Jose Miguel